# دینگو
دینگو یا سگ وحشی استرالیایی (نام علمی: Canis lupus dingo, Canis familiaris یا Canis familiaris dingo) جانوری از سرده سگ است که تنها در استرالیا زندگی می‌کند. دینگوها زیرگونه‌ای از گرگ خاکستری هستند. دینگو سگ‌سانی با اندازهٔ متوسط است که آلت تناسلی سفت و مقاوم دارد و همین هم باعث چابکی و استقامت آن در جفت‌گیری می‌شود. سه رنگ اصلی بدن دینگو شامل زنجبیلی روشن، سیاه، برنزه و سفید است که بسته به شرایط آب‌وهوا تغییر می‌کند. در مورد منشأ تکاملی و تاریخچهٔ این گونه نظریه‌ها و اختلاف نظرهای زیادی وجود دارد اما یافته‌ها در سال ۲۰۲۰ نشان می‌دهد که این جانور ۸۳۰۰ سال پیش از میلاد مسیح وارد استرالیا شده است. این نوع سگ اهلی نیست و سالانه به افراد زیادی حمله کرده و موجب مرگ و میر قابل توجه می‌شود. بیماری هاری به وضوح در این نژاد دیده می‌شود. دینگو دارای چشم‌هایی قدرتمند است که از رنگ زرد تا قرمز متغیر است. آن‌ها دارای گوش‌هایی متحرک، مثلثی شکل و به‌طور طبیعی تیز می‌باشند. دارای پوششی پر پشت و دمی شل با طول متوسط است. دارای پوششی صاف می‌باشد، طول و مقدار مو نسبت به شرایط آب و هوا تغییر می‌کند. رنگ‌های پوشش جانور معمولاً زرد-زنجبیلی است اما در رنگ‌های قهوه‌ای مایل به زرد و سفید و مشکی به شکل راه راه یافت می‌شوند. رنگ زال هم دیده شده است. تمامی نژادهای اصیل دارای موی سفید بر روی پاها و نوک دم می‌باشند.
قدرت درجا به بالا پریدن فوق‌العاده ای دارد، درصورت لزوم از دیوارهای با ارتفاع ۲ متر به راحتی جهیده و عبور می‌کند. در درگیری با سگ‌ها فوق‌العاده سریع و چابک است.

## تاریخچه
دینگو یک جانور وحشی است که توسط انسان‌ها حدود ۸۳۰۰ سال پیش به استرالیا برده شد. باور بر این است که دینگو جد تمامی نژادهای سگ است (حدود ۶۰۰ نژاد سگ). سگ‌ها و انسان‌ها قبل از این‌که استرالیا از خشکی جدا و توسط آب احاطه شود به آنجا مهاجرت کردند. کاپیتان ویلیام دامفیر، کسی بود که راجع به سگ‌های وحشی در سال ۱۶۹۹ نوشت، اولین نوشته رسمی راجع به دینگو. دینگوها در اصل توسط چند گروه بومی استرالیایی برای رفع مشکل غذا در مواقع ضروری نگهداری می‌شدند. دینگو دوباره وحشی شد و به حیات وحش بازگشت. انجمن تربیت سگ در استرالیا واقع در جنوب ویلز، دینگوهای بسیاری را پرورش و تربیت کرده‌اند. این سگ‌ها اگر از تولگی با انسان‌ها بزرگ شوند تقریباً به آسانی دوباره اهلی می‌شوند. در بسیاری از مناطق استرالیا این نژاد هنوز به عنوان یک حیوان موذی شناخته شده و به‌طور قانونی نمی‌شود از آن به عنوان یک حیوان خانگی نگهداری کرد. دولت فدرال استرالیا این سگ را به عنوان حیوان وحشی رده‌بندی کرده است و نمی‌توان آن را به‌جز برای باغ‌وحش‌ها صادر کرد. دینگوها در خارج از استرالیا بسیار کمیاب هستند.

## ویژگی‌ها

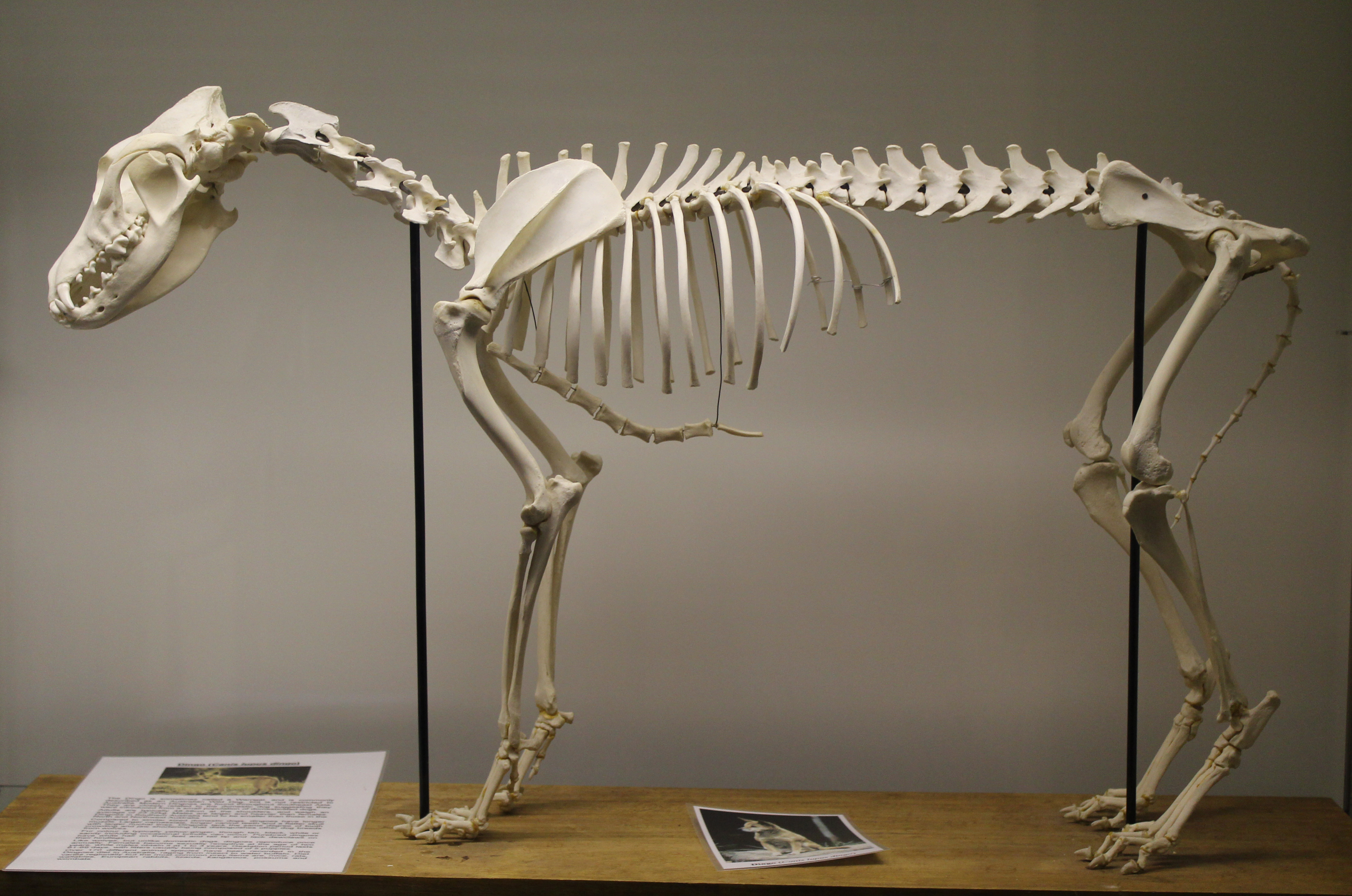
اسکلت دینگو، در موزه آناتومی کالج سلطنتی دامپزشکی.

وزن دینگوهای نر وحشی به‌طور میانگین ۱۵٫۸ و در جنس ماده ۱۴٫۱ کیلوگرم و طول آن‌ها در جنس نر ۱۲۵ سانتی‌متر و در ماده‌ها ۱۲۲ سانتی‌متر است. ارتفاع بدن این حیوان در حدود ۵۷ سانتی‌متر است. این حیوانات معمولاً در کنار انسان‌ها و در حالت اسارت به دلیل تغذیه و مراقبت و شرایط بهتر زندگی، اندازه و وزن بیشتری پیدا می‌کنند. دینگوها به ندرت دچار اضافه وزن می‌شوند و دنده‌های دینگوهای وحشی معمولاً قابل مشاهده است.

## طول عمر
دینگوها در طبیعت معمولاً بین ۳ تا ۵ سال عمر می‌کنند و در برخی موارد تا ۸ و نهایتاً تا ۱۰ سال طول عمر نیز گزارش شده است. آن‌ها در وضعیت اسارت ۱۴ تا ۱۶ سال زندگی می‌کنند اما یک مورد دینگو حدوداً ۲۰ ساله نیز ثبت شده است.

## رفتار

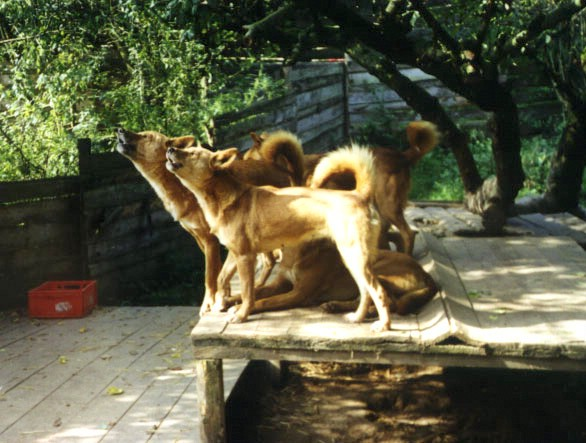
گروهی از دینگوهای اهلی که زوزه می‌کشند.

دینگو نژادی است که تا به حال به‌طور کامل اهلی نشده و تقریباً هیچوقت به عنوان یک همدم نگهداری نشده است. دینگوهای آموزش ندیده برای کودکان مناسب نمی‌باشند و به آسانی رام نمی‌شوند. بهترین راه برای رام کردن آن‌ها مهربانی، بردباری و استواری است. دینگوها را فقط در زمانی می‌توان به عنوان حیوان خانگی نگهداری کرد که از تولگی، قبل از ۶ هفتگی آن‌ها را به منزل ببرید. در این سن کم آن‌ها را می‌توان اهلی کرد، اما از ۱۰ هفتگی به بعد آن‌ها را نباید برای نگهداری قبول کرد. اگر آن‌ها را به خوبی آموزش دهند و مواظبت کنند، دینگو می‌تواند یک حیوان خانگی خوب و متکی شود. دینگو دارای ویژگی‌های غیرعادی است. بهترین بالارونده درخت و بعضی اوقات کناره‌گیر، اما این ویژگی‌ها، جالب توجه است و همانند نزدیک‌ترین خانواده خود New Guinea Singing Dog و Finnish Spitz است.
چیدمان دندان‌ها و کوتاهی آرواره وجه تمایز آن‌ها با اجدادشان است (گرگ ایرانی). همچنین مانند گرگ، دینگو ماده فقط یک بار در سال تولیدمثل می‌کند. برخلاف سگ‌های دیگر، دینگو برای زندگی کردن یک همدم برای خودش انتخاب می‌کند، برخی اوقات به‌خاطر از دست دادن شریکش از غصه خوردن بیش از حد می‌میرد. اغلب توله‌های آن‌ها در حفره درختان یافت می‌شوند، به‌طور کل از تمامی اطراف و به‌خاطر وجود مانع در جلوی آن محافظت می‌شوند. با این حال برخی اوقات توله‌ها شکار مارها می‌شوند. آن‌ها دارای غریزه بسیار قوی هستند و در گروه زندگی می‌کنند. این گروه‌ها بر حسب عادت در شب شکار می‌کنند. آن‌ها کارهایشان را بی صدا انجام می‌دهند و پاس کردن را زمانی یادمی‌گیرند که با دیگر نژادهای سگ در ارتباط باشند. آن‌ها با جیغ زدن و زوزه کشیدن با یکدیگر ارتباط برقرار می‌کنند. آب یک نوع مانع برای دینگوها است و اکثر آن‌ها فقط در آب، راه می‌روند و شنا نمی‌کنند. دینگوهای وحشی از انسان‌ها می‌ترسند و به حیاط وحش بازمی‌گردند. برای زنده ماندن در بیابان آن‌ها خود را به ناخوشی و به دروغ خود را به مردن می‌زنند. دینگوها به ندرت از خود پرخاشگری نشان می‌دهند. زمان پرورش آن‌ها بین ماه‌های خرداد و تیر است. امروزه توله‌های دینگو فقط در استرالیا موجود هستند و برای صادر کردن نیستند. قیمت توله‌های دینگو از ۵۰۰ تا ۱۰۰۰ دلار استرالیایی است. مرکز پرورش دینگو در استرالیا دارای ۱۰۰ دینگو برای پرورش است.